# Kieś (novads)
Kieś (łot.: Cēsu novads) – jeden z łotewskich novadsów, funkcjonujący od 2021.
W skład novadsu wchodzą: 
- miasta: Kieś, Līgatne
- pagastsy: Amata, Drabeši, Dzērbene, Ineši, Jaunpiebalga, Kaive, Liepa, Līgatne, Mārsnēni, Nītaure, Priekuļi, Raiskums, Skujene, Stalbe, Straupe, Taurene, Vaive, Vecpiebalga, Veselava, Zaube, Zosēni

## Historia
Novads powstało podczas reformy administracyjnej w 2021, z połączenia dotychczasowych novadsów: Amata, Jaunpiebalga, Kieś, Līgatne, Pārgauja, Priekuļi i Vecpiebalga.